# Стадион Филип Шатрије
Тениски стадион Филип Шартије је главно поприште гренд слема Отвореног првенства Француске у Паризу.
Капацитет му је 15.166 места, а назван је 2001. по председнику Француске тениске федерације (1973—1993) и Међународне тениске федерације (1977—1991), годину дана после његове смрти. Он је био и најзаслужнији за повратак тениса у олимпијски програм на Олимпијским играма 1988. у Сеулу.
До преименовања стадион се звао као тадашњи цео комплекс „Ролан Гарос“, у част пилота из Првог светског рата и првог који је прелетео Средоземно море. Стадион је изграђен 1928. за потребе финала Дејвис купа Француска—САД и већ тада је имао 15.000 места, јер је домаћин хтео да Американце дочека грандиозно. До тада у Паризу није било тениских стадиона, а Французи су добили да организују финале јер су годину дана раније победили до тада неприкосновене америчке тенисере на њиховом терену у Филаделфији.
Од 2020. године, организатори Ролан Гароса су поставили кров на овом највећем стадиону комплекса у Булоњској шуми.